# Экодизайн

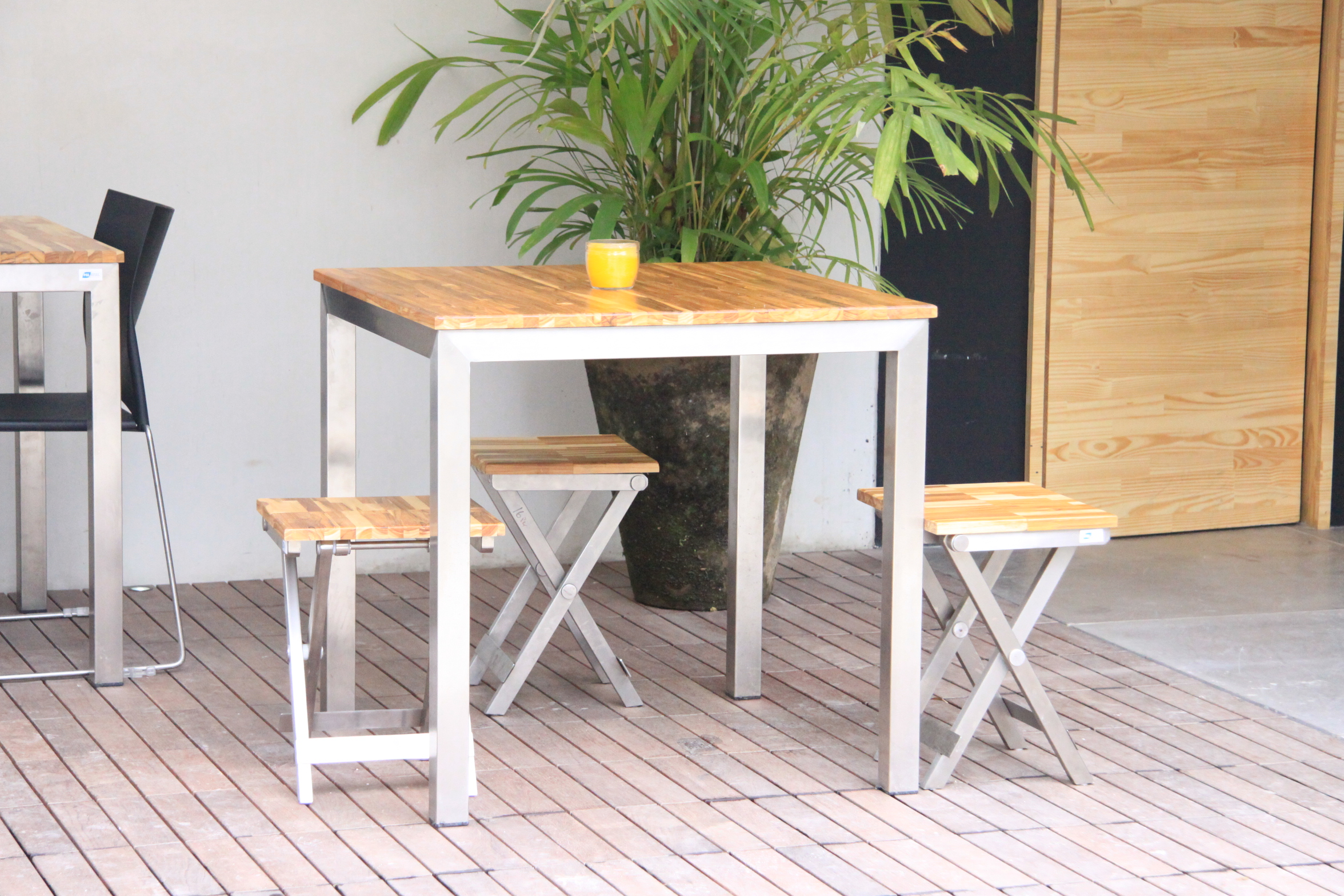
Стол из нержавеющей стали со столешницей FSC. Бразильский Экодизайн

Экодизайн — направление в дизайне, уделяющее ключевое внимание защите окружающей среды на всём протяжении жизненного цикла изделия. В расчёт берутся, в комплексе, все стороны создания, использования и утилизации изделия. Экодизайн, наравне c очевидными и обыкновенными требованиями красоты, удобства и цены, уделяет особое внимание:
- Потреблению ресурсов при проектировании, изготовлении, использовании и утилизации.
- Происхождению материалов. В расчет берётся множество аспектов, начиная с защиты окружающей среды производителем (поставщиком) и заканчивая соблюдением прав работников на предприятиях, корректным отношением к фермерам и т. п. Существует сертификация разного рода, подобная той, какую осуществляет Лесной попечительский совет.
- Безопасности в использовании изделия, отсутствии вреда здоровью, сведению к минимуму шумов, выбросов, излучения, вибрации и т. п.
- Простоте и безопасности утилизации, возможности повторного использования материалов с минимальным экологическим ущербом.

Разработаны особые методики и стандарты, позволяющие проводить комплексный анализ всех этих аспектов.
Экодизайн это не только правильное потребление, переработка, использование натуральных материалов, но и внедрение в современный бетонный мир озеленения. 
В Сингапуре стало трендом превращать крыши офисных высоток в парковую зону отдыха для работающих. Кроме того, направление экодизайна побудило большое количество человек обустроить огород у себя в саду.

## Анализ воздействия на окружающую среду

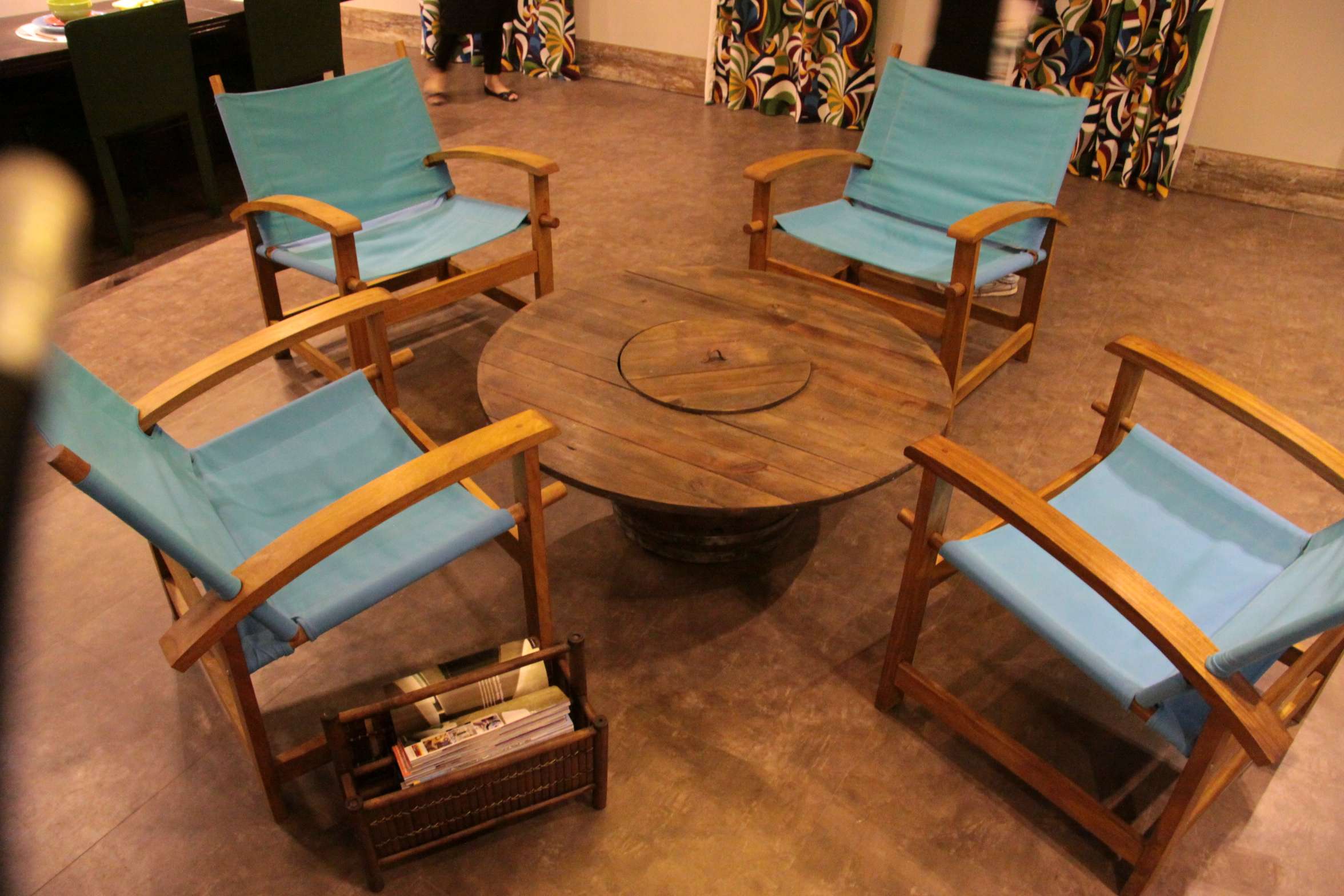
Электрическая катушка провода в качестве центра стола в Рио-де-Жанейро. Вторичное использование материалов является очень практичным и популярно среди дизайнеров Бразилии

Одним из инструментов для определения факторов, которые являются ключевыми для уменьшения воздействия на окружающую среду на всех этапах жизненного цикла является Анализ Воздействия на Окружающую Среду (АВОС).
Для проведения АВОС берется во внимание следующее:
- Желания, предпочтения потребителя
- Правовые требования, рыночная составляющая (конкуренция)
- Данные о продукте и процессе производства.